# Martyrdöd
Martyrdöd («Мартюрдёд») — шведская краст-панк и ди-бит группа из Гётеборга, созданная в 2001 году.

## История
Группа была основана в 2001 году и состояла из вокалиста и гитариста Микаэля Челльмана, басиста Антона Грёнхольма, барабанщика Йенса Беккелина и гитариста Понтуса Редига. Спустя короткое время Грёнхольм покинул команду, и на его место приглашался целый ряд басистов.
В 2003 году вышел дебютный альбом группы «Martyrdöd», который в 2004 году вошел в сплит «We Walk The Line» вместе с материалом группы Sunday Morning Einsteins. За релизом альбома «In Extremis» в 2005 году последовало несколько туров. «Sekt», вышедший в 2009 году, стал первым альбомом группы, выпущенным по обе стороны Атлантики. После европейского турне, группа подписала конткракт с Southern Lord, и в 2012 году выпустила альбом «Paranoia», записанный на Студии Фредмана под руководством Фредерика Нордстрема.
В середине 2012 года группа отправилась в тур по США вместе с Black Breath, Burning Love и Enabler. На альбоме 2014 года «Elddop» можно услышать в качестве басиста Фредерика Рейнедаля, продюсировавшего группы Sólstafir, Abandon, Burst и Dimension Zero. В том же году группа провела совместное турне с Converge и Okkultokrati.

## Стиль
По мнению Тома Юрека, одного из авторов онлайн-каталога Allmusic, команда играет краст-панк и ди-бит с влиянием блэк-метала. Southernlord.com относит Martydöd к краст-панку. На их музыку оказали влияние такие группы, как Anti Cimex, Bathory и Totalitär. По мнению корреспондента журнала Rock Hard Греты Бройер, биография команды началась с ди-бита. На альбоме Elddop их музыка не стала спокойнее, а, наоборот, стала ещё более яростной. В интервью, которое Челльман и Беккелин дали Бройер, отмечается, что целью стояло сделать альбом настолько эмоционально насыщенным, насколько вообще возможно. В предыдущем выпуске журнала вышла рецензия Симона Дюмплемана на альбом Elddop. Альбом вместил и хриплые вопли Skitsystem, и мелодичные гитарные риффы альбома Rites of Separation группы Agrimonia. Кроме того, сами члены Martyrdöd вышли из кружения этих двух команд. Однако влияние блэк-метала на этом альбоме не прослушивается. Он понравился как фанатам красткора и хардкор-панка, так и фанатам At the Gates.
По словам Олли Фрёйлих из журнала Ox-Fanzine, на альбоме In Extremis группа играет свежий, энергичный, но при этом мелодичный красткор. Группа стала связующим звеном между музыкой Wolfbrigade и Skitsystem, соединив мелодичность первых с истеричным вокалом второй команды. В своем журнале Калле Штилле отметил, что на альбоме Paranoia среди сумасшедших ударных, краста, блэк-метала и ди-бита группа звучит как менее качевая версия Kvelertak. В композициях была переработана гитара, а вокал стал хриплым. По сравнению с предшествующим альбомом стало заметно меньше непрерывной долбежки, благодаря чему альбом стал более структурированным и воспринимается существенно более цельным.

## Дискография
- 2003: Martyrdöd (Album, Plague Bearer Records)
- 2004: We Walk the Line (Split mit Sunday Morning Einsteins, Instigate Records)
- 2005: In Extremis (Album, In Extremis Records)
- 2009: Sekt (Album, Farewell Records / La Familia Releases)
- 2012: Paranoia (Album, Southern Lord)
- 2014: Elddop (Album, Southern Lord)
- 2016: List (Album, Southern Lord)
- 2019: Hexhammaren (Album, Southern Lord)